# Fausta impatiens
Fausta impatiens là một loài ruồi trong họ Tachinidae.